# Тваринне населення

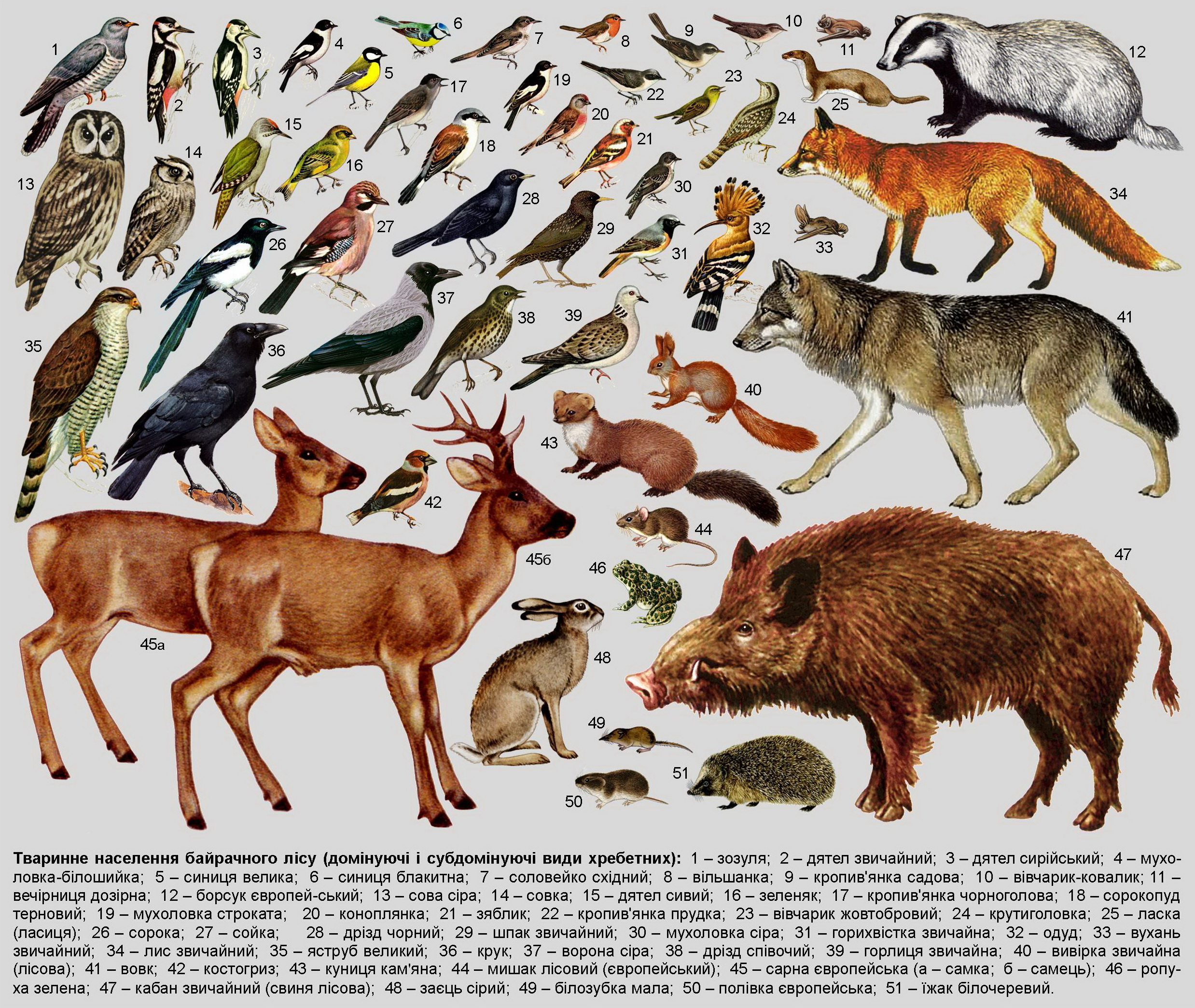
Тваринне населення байрачного лісу (домінуючі і субдомінуючі види хребетних)

Тваринне населення — історично складена сукупність угруповань тварин у межах певної території (акваторії).
Тваринне населення, на відміну від поняття «фауна», характеризується не лише видовим складом, але головним чином чисельністю та поєднанням різних життєвих форм тварин, їх просторовою структурою та динамікою.
Тваринне населення іноді помилково вживається як синонім поняття «тваринний світ». Тваринний світ є більш широким поняттям, яке включає фауну і тваринне населення певної території (акваторії), наприклад, тваринний світ Європи, тваринний світ Чорного моря.
Поняття «тваринне населення» в зоології аналогічне поняттю «рослинність» у ботаніці.

## Класифікація тваринного населення
Класифікацію тваринного населення будують на біогеографічних, екологічних, палеозоологічних та інших принципах.
Для аналізу і класифікації тваринного населення певної території (акваторії) традиційно використовують тільки більш-менш помітну частину тваринних угруповань — хребетних тварин (ссавців, птахів, плазунів, земноводних, риб). Рідше з цією метою використовуються безхребетні.
Просторові закономірності поширення тваринних угруповань залежать від еколого- географічних чинників, які діють у планетарному, регіональному та місцевому масштабах. Тому поняття «тваринне населення» традиційно використовується для характеристики вищих таксономічних одиниць в біогеографії (типи біомів, біотичні царства, області, провінції), рідше в фізичній географії (фізико-географічні країни, пояси, зони). Приклади: 1) тваринне населення Палеарктики; 2) тваринне населення тайги;  3) тваринне населення степової зони.
За ландшафтно-географічним принципом тваринне населення поділяють на:
- зональне — тваринне населення, характерне для рівнинних (зональних) ландшафтів певної природної фізико-географічної зони;
- азональне або інтразональне — тваринне населення інтразональних ландшафтів, наприклад, суходільних лук або боліт.

У межах кожної природної зони інтразональне тваринне населення має свої специфічні риси, наприклад, тваринне населення байрачних лісів, приморських лук та солончакових боліт в Степовій зоні України .
У біоценології поняття «тваринне населення» іноді використовується як синонім тваринного угруповання, або зооценозу. Приклади: 1) тваринне населення липової діброви; 2) тваринне населення верхового болота; 3) тваринне населення дна озера (бентос).

## Тваринне населенняУкраїни

### Основні типи тваринного населення
На території України поширені 4 основних рівнинних (зональних) та 2 гірських типи тваринного населення:
- тваринне населення змішаних лісів;
- тваринне населення широколистяних лісів;
- тваринне населення лісостепової зони (перехідний тип);
- степове тваринне населення;
- тваринне населення Карпат;
- тваринне населення Гірського Криму;

### Інтразональні типи тваринного населення
За межами плакорних місцевостей поширені інтразональні ландшафтні комплекси з відповідними рослинністю і тваринним населенням: заплави річок, ерозійно-балкові урочища, луки, болота, озера, солончаки, кам'янисті відслонення і т. п. Інтразональне тваринне населення кожної природної зони несе специфічні зональні риси.

### Тваринне населення окремого регіону
Як приклад класифікації тваринного населення окремого регіону можна навести класифікацію тваринного населення Запорізької області:
- Типи/підтипи повітряно-наземного (аеробіонтного) і амфібіонтного тваринного населення:
  - Основні типи/підтипи:
    - степовий (сукупність тваринних угруповань степових ділянок, з прилеглими рідкими чагарниками, поодинокими деревами, полями, садами і лісосмугами);
    - суходільнолучний (сукупність тваринних угруповань суходільних лук з прилеглими узліссями байрачних чагарників і рідколісь);
    - заплавнолучний (сукупність тваринних угруповань заплавних лук, з прилеглими узліссями заплавних чагарників і рідколісь);
    - байрачнолісовий (сукупність тваринних угруповань байрачних лісів);
    - заплавнолісовий (сукупність тваринних угруповань заплавних лісів);
    - болотний (сукупність тваринних угруповань боліт і заболочених ділянок водойм, з прилеглими узліссями заплавних чагарників і лісів);
    - озерно-річковий (сукупність тваринних угруповань узбережжя річок і озер).

  - Перехідні і комплексні типи/підтипи:
    - байрачночагарниковий (сукупність тваринних угруповань байрачних чагарників з прилеглими розрідженими байрачними і штучними лісами);
    - заплавночагарниковий (сукупність тваринних угруповань заплавних чагарників з прилеглими розрідженими заплавними лісами);
    - наскельний (сукупність тваринних угруповань ділянок з кам'янистими відслоненнями і відповідною комплексною рослинністю);
    - солончаковий (сукупність тваринних угруповань солончаків);
    - селітебний (сукупність тваринних угруповань, характерних для населених пунктів).

Основні типи/підтипи водного (гідробіонтного) тваринного населення:
- прісноводний:
  - пелагіально-прісноводний (сукупність тваринних угруповань водної товщі прісноводних водойм);
  - донно-прісноводний (сукупність тваринних угруповань дна прісноводних водойм);
- лиманно-морський:
  - пелагіально-морський (сукупність тваринних угруповань водної товщі Азовського моря);
  - донно-морський  (сукупність тваринних угруповань дна Азовського моря);
  - лиманний (сукупність тваринних угруповань лиманів і приморських солоних озер).